# Khalida Khalaf Hanna Al-Twal
Khalida Khalaf Hanna Al-Twal är en jordansk överste inom polis- och säkerhetsväsendet i Jordanien.
Khalida har under flera år arbetat med flyktingar från Syrien och har varit utredare inom fall som rört våld i nära relationer och våld mot barn. Hon har, utöver sitt arbete inom polis- och säkerhetsväsendet i Jordanien, även arbetat som skribent och tv-producent och arbetade fram till 2018 med PR och media.
Hon är även engagerad i kvinnofrågor via sitt arbete med Jordan National Commission for Women där arbete pågår med att implementera Jordan´s National Action Plan for Women, Peace and Security.
År 2019 fick Khalida Khalaf Hanna Al-Twal International Women of Courage Award.